# Roset-Fluans
Roset-Fluans est une commune française située dans le département du Doubs, la région culturelle et historique de Franche-Comté et la région administrative Bourgogne-Franche-Comté.

## Géographie

### Climat
Pour des articles plus généraux, voir Climat de la Bourgogne-Franche-Comté et Climat du Doubs.
En 2010, le climat de la commune est de type climat des marges montargnardes, selon une étude du Centre national de la recherche scientifique s'appuyant sur une série de données couvrant la période 1971-2000. En 2020, Météo-France publie une typologie des climats de la France métropolitaine dans laquelle la commune est exposée à un climat semi-continental et est dans la région climatique  Jura, caractérisée par une forte pluviométrie en toutes saisons (1 000 à 1 500 mm/an), des hivers rigoureux et un ensoleillement médiocre. 
Pour la période 1971-2000, la température annuelle moyenne est de 10,7 °C, avec une amplitude thermique annuelle de 17,1 °C. Le cumul annuel moyen de précipitations est de 1 080 mm, avec 12,9 jours de précipitations en janvier et 9,2 jours en juillet. Pour la période 1991-2020, la température moyenne annuelle observée sur la station météorologique de Météo-France la plus proche, « Dannemarie-sur-Crète », sur la commune de Dannemarie-sur-Crète à 6 km à vol d'oiseau, est de 11,3 °C et le cumul annuel moyen de précipitations est de 1 066,6 mm. 
La température maximale relevée sur cette station est de 39,9 °C, atteinte le 25 juillet 2019 ; la température minimale est de −22 °C, atteinte le 9 janvier 1985,,. 
Les paramètres climatiques de la commune ont été estimés pour le milieu du siècle (2041-2070) selon différents scénarios d'émission de gaz à effet de serre à partir des nouvelles projections climatiques de référence DRIAS-2020. Ils sont consultables sur un site dédié publié par Météo-France en novembre 2022.

## Urbanisme

### Typologie
Au 1er janvier 2024, Roset-Fluans est catégorisée commune rurale à habitat dispersé, selon la nouvelle grille communale de densité à 7 niveaux définie par l'Insee en 2022.
Elle est située hors unité urbaine. Par ailleurs la commune fait partie de l'aire d'attraction de Besançon, dont elle est une commune de la couronne,. Cette aire, qui regroupe 310 communes, est catégorisée dans les aires de 200 000 à moins de 700 000 habitants,.

### Occupation des sols
L'occupation des sols de la commune, telle qu'elle ressort de la base de données européenne d’occupation biophysique des sols Corine Land Cover (CLC), est marquée par l'importance des territoires agricoles (50,7 % en 2018), une proportion sensiblement équivalente à celle de 1990 (51,4 %). La répartition détaillée en 2018 est la suivante : 
forêts (40,2 %), terres arables (33,9 %), zones agricoles hétérogènes (16,7 %), eaux continentales (5,4 %), zones urbanisées (3,8 %). L'évolution de l’occupation des sols de la commune et de ses infrastructures peut être observée sur les différentes représentations cartographiques du territoire : la carte de Cassini (XVIIIe siècle), la carte d'état-major (1820-1866) et les cartes ou photos aériennes de l'IGN pour la période actuelle (1950 à aujourd'hui).

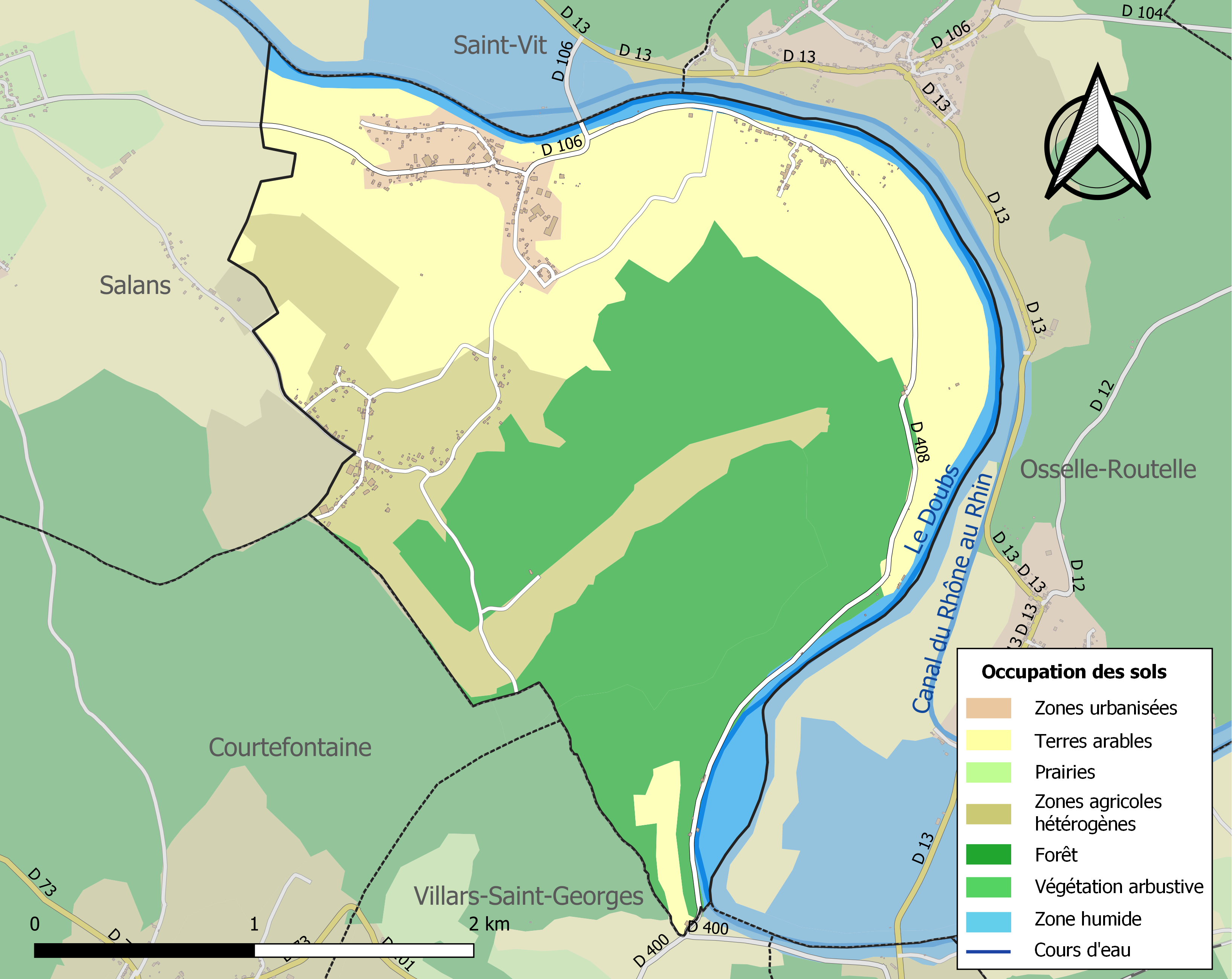
Carte des infrastructures et de l'occupation des sols de la commune en 2018 (CLC).

## Toponymie
Rosoiz en 1227 ; Rossoy en 1246 ; Rosses en 1260 ; Rozey en 1369 ; Rozay en 1412 ; Roussay-sur-Doubs au XVe siècle. La fusion de l'ancienne commune de Rozet avec celle de Fluans date de 1822. L'ancienne commune de Château-le-Bois, dépendance des municipalités d'Osselle et d'Abbans-Dessus, a été réunie sans protestation à la suite de la proposition préfectorale du 4 janvier 1825. Celle de La Corne de Chaux, malgré quelques difficultés, est réunie par Ordonnance royale du 22 juin 1825.

## Histoire

### L'école
L’ancienne école a été construite entre 1868 et 1871 avec un temps d'arrêt des travaux pendant l'occupation prussienne (janvier-février 1871) parce que les soldats y faisaient de nombreuses « dégradations ». Le terrain appartenant à monsieur le baron de BUSSIERES fut échangé contre l'ancienne école de garçons et le terrain l'entourant moyennant une soulte de 1 500 francs (de l’époque) que monsieur de BUSSIERES paya en 1871 à la commune. Vous voyez les restes du bâtiment en face de l’entrée de la résidence de monsieur et madame ALBA.
L’école a une classe de garçons et une classe de filles (1871 à 1925). Mais l'école de filles jusqu’à 1882 n'est que facultative parce que la population est inférieure à 501 habitants (1866 : 393 hab. ; 1872 : 374 hab. ; 1881 : 383). Et pourtant, la population scolaire varie entre 70 et 90 enfants (1887).
Il est à noter que les notables de la commune se sont toujours préoccupés de l'instruction, devançant souvent les lois la concernant. Si la loi GUIZOT de 1883 oblige les communes à entretenir une école publique élémentaire, il y a longtemps qu’elle existait à ROSET et ailleurs. Mieux, le 5 octobre 1824, les maires de « ROSET et FLUANS » et celui de LA CORNE de CHAUX se sont réunis avec monsieur le curé pour envisager la création d'une classe de filles séparée de celle des garçons « afin de répondre aux intentions de monseigneur l'archevêque ».
On loua une salle au tisserand Louis MOREL, habitant ROSET et Catherine PAVOY fut la première institutrice.
Si la loi de 1881 institue la gratuité absolue de l'enseignement primaire dans les écoles publiques, le conseil municipal réuni le 26.12.1875 décide que l’instruction primaire sera gratuite pour tous les élèves à compter du 1er janvier 1876.
Donc, en 1824, on loue une salle pour la classe de filles. Par la suite, on achètera une maison avec un petit jardin, que l'on vendra en 1849 à Joseph RATEZ (acte de vente établi par maître CHAPUIS, notaire à Saint-Vit le 5 août 1849) parce que :
1) - trop éloignée de l’église
2) - réparations trop importantes à y faire. C'était une vraie chaumière que nous avons vu tomber en ruines vers 1925, ce qui a amené sa démolition. Elle se trouvait à l'emplacement actuel du poulailler et du bûcher d'Émile GOUNAND. La classe des filles fonctionnera à l'ancienne cure jusqu'en 1871.
En 1821, l'instituteur (OUDET) étant mort, c'est le sieur GRANPOIRIER instituteur démissionnaire de LANTENNE « pourvu de certificats en bonne forme du comité cantonal et des inspecteurs de l’Académie » qui le remplacera.
Le 6 janvier 1882, la convention suivante est établie :
- « article 1er : le sieur GRANDPOIRER s'engage pour six ans censés commencés le 1er novembre dernier pour finir au 1er novembre 1827 en qualité d’instituteur primaire pour les quatre communes composant la paroisse de ROSET et entrera de suite en fonctions dans le local que monsieur de BUSSIERES veut bien prêter pour ces premiers moments et en attendant que les communes « ayant » pourvu à un établissement fixe. »
- « article 2 : Ces fonctions seront celle d’usage dans les communes de campagne, assister et accompagner le desservant dans toutes ses fonctions, chanter à l'église, la tenir propre et balayée, pour l’autel, sonner les offices et les angélus ; et « quand » à l'instruction des enfants, y donner sur sa conscience et avec une persévérance infatigable, tous les soins dont un honnête homme ne peut jamais trop se pénétrer.
- « article 3 : Son traitement fixe de la part des communes est réglé à la somme annuelle de deux cents francs qui sera répartie entre elles au prorata de leur population et contributions respectives et dans la proportion qui sera soumise à l’approbation de la préfecture ; il recevra en outre vingt-cinq centimes par chaque baptême, cinquante centimes par chaque mariage et de chacune des communes de FLUANS, ROSET et LA CORNE DE CHAUX trois stères de bois sur leur affouage annuel. »
- « article 4 : Les mois des élèves sont fixés à quarante, cinquante et soixante centimes pour les trois degrés des abécédaires, de ceux qui apprendront la grammaire et le calcul. Ainsi arrêté et convenu et fait double sous la réserve de la délibération des conseils municipaux et de l'homologation de la préfecture et encore sous celle du résiliement respectif en cas d’inexécution des clauses ci-dessus, de défaut de payement, ou d'inconduite, de reproches graves qui mettraient les communes dans le cas de se pourvoir en plainte contre le dit instituteur ; »
Le sieur GRANDPOIRIER sera remercié à la fin du contrat puisque le 27 mai 1827, le conseil a invité le maire à s'entendre avec le desservant pour trouver un remplaçant parce que les enfants n’avaient fait que peu de progrès.
L’enseignement n’était à cette époque ni gratuit ni obligatoire. La commune payait pour les enfants des familles nécessiteuses. Des personnes charitables s’en occupaient également. C’est ainsi que les défuntes MAIRE et GOUNAND ont fait, par testament, don à la fabrique de terrains dont les revenus serviront à dire des messes pour le repos de leur âme et à payer les mois « d’écolage » des enfants pauvres de la paroisse (3.9.1852).
En ce temps-là, les enfants, les grands tout au moins, n'allaient en classe que de la Toussaint à Pâques et aidaient leurs parents aux travaux des champs. Ils complétaient leur bagage scolaire en fréquentant le soir les cours d’adultes organisés par le maître dès 1867 à ROSET pendant les mois d'hiver. C'est en 1830 que le conseil municipal vote un crédit (25 frs) pour la création d’une bibliothèque scolaire, et en 1881 qu’il vote l’établissement et l’entretien d’une Caisse des écoles. »
La nouvelle école est inaugurée en avril 2015, elle fait partie d'un complexe regroupant l'école "Nelson-Mandela", le terrain de sport et la salle polyvalente "Olivier Vichard". Complexe qui est le premier jalon d'un nouvel axe de développement pour le village. La construction est l'œuvre des architectes Bernard QUIROT et associés. Les bâtiments, d'architecture moderne, sont posés sur un socle en béton et construits en ossature bois. Ils mettent à disposition des élèves trois salles de classe, une cour et un terrain de sport.

### Origine et formation de la commune
« Dans l’atlas de G. Mercator La Franche-Comté au XVIe siècle datant de 1595, les noms de ROSET-FLUANS, LA CORNE, CHATEAU-LE BOIS, ne figurent pas. Par contre, on trouve : TOURAIZE (Thoraise), TORPES, FRAISANS, RANS, RANCHOT, QUINGEY. Un plan de la forêt de Chaux exposé actuellement au palais Granvelle à Besançon, daté de 1720, indique ROZET, FUYANT (Fluans), LA CORNE, LE DOUX.
Par les lois du 14 décembre 1789 et du 26 février 1790, l’Assemblée nationale constituante transforme l’organisation administrative de la France, les provinces sont supprimées. Les municipalités deviennent des communes organisées d’une manière uniforme, groupées en districts, les districts en départements (83 pour la France).
Les hameaux :
- de CHATEAU-LE-BOIS (dépendance des municipalités d'OSSELLE et d'ABBANS-DESSUS),
- de LA CORNE DE CHAUX (dépendance de SALANS),
- de FLUANS (dépendance d’OSSELLE),
- de ROZET (dépendance de ST-VIT),
forment donc quatre communes indépendantes les unes des autres :  CHATEAU-LE-BOIS, LA CORNE DE CHAUX, ROZET et FLUANS. Les deux dernières fusionnent en 1822 rejointes en 1824 par les deux premières.
Doit-on écrire ROZET ou ROSET ? Le plan cadastral de 1842 porte ROSET-FLUANS, mais sur les registres des délibérations du Conseil municipal, on écrit toujours ROZET. L’abbé Savary, décédé en 1935, me disait que ROSET venait de Rose, donc pays de Rose ou des roses. D’où je crois qu’il faut écrire ROSET. C’est depuis 1951 que l'écriture ROSET-FLUANS devient l’écriture officielle.
Les communes sont donc constituées et les conseillers municipaux élus avec le maire et l’adjoint. Combien y avait-il d’habitants ? Difficile à dire.
- en 1700, ROSET comptait 5 ménages et FLUANS 16 ;
- en 1782, LA CORNE en avait 36. Nombre inconnu pour CHATEAU-LE-BOIS ;
- en 1819, FLUANS 32 ménages et ROSET 20 ;
- en 1871, le 20 avril, les chiffres sont précis : ROSET 111 habitants, FLUANS 119, LA CORNE 126 et CHATEAU-LE-BOIS 17 (total 395 habitants).
La commune de CHATEAU-LE-BOIS administrée par Jacques de Boichet, Pierre Bardeaux, Antoine Genoux, Joseph Margelin le Jeune, Joseph Margelin le Vieux, Alexix Margelin, Jean-Baptiste Batonnaire, Pierre Vernoy, Jean Petetin, et Claude Choulet, a des ennuis avec les communes d’OSSELLE et d’ABBANS. Considérant que les habitants de CHATEAU-LE-BOIS sont leurs fermiers, elles leur réclament des fermages. D'où procès qui ne sera pas terminé en 1821 et quatre habitants seront « saisis » pour la somme de 6 400 francs (de l’époque) ce qui représente le montant du bail échu, malgré les protestations et réclamations du Conseil municipal. Le préfet ose la réunion avec la commune de ROZET-FLUANS le 4 janvier 1825. À  ma connaissance, CHATEAU-LE-BOIS accepte sans protester.
LA CORNE DE CHAUX n'aura pas de problèmes. Le 21 juillet 1791, (26 thermidor An II) le conseil municipal, ayant pour maire Étienne Poitrey et pour adjoints Claude Veloux et Joseph Grosclerc, décide de ne plus payer les dîmes et redevances au « sieur baron de SALANS ». Mais lorsque le préfet, par lettre du 16 décembre 1824 demande à la commune de se réunir avec ROZET-FLUANS, il refuse « d’adhérer à la réunion de la commune de ROZET-FLUANS »… »Monsieur le maire et Monsieur l’adjoint de la commune de LA CORNE DE CHAUX sont chargés de porter, s’il en était besoin aux pied du trône de Sa Majesté toute réclamation en cas de tentative ultérieure à leur projet qui apporterait le moindre changement à l’existence de la commune ». (séance du Conseil municipal du 26.12.1824)
Néanmoins, et malgré l'avis négatif du conseil municipal de ROZET-FLUANS, du 6 décembre 1825, une ordonnance royale du 22 juin 1825 réunit les quatre communes en une seule qui s’appellera ROZET-FLUANS.
Le maire de LA CORNE, Jacques Martin, manifesta son mécontentement personnel par des violences (lesquelles ?). Information des gendarmes à monsieur Renouard de Bussière, maire de ROZET-FLUANS.
Le nouveau conseil municipal est donc installé le 19 août 1825 avec Alexis Margelin de la VELOUPE (adjoint), Joseph Ratez, Melchior-Ange Gueydan, J.P. Morel de ROZET ; Claude Bontemps, André Gounand et Gabriel maire de FLUANS ; Jean Petetin, Jean Ambroise Girod de CHATEAU-LE-BOIS ; Jean-Batispte Fagandet, Jacques Chevalier de LA CORNE DE CHAUX.
Ce conseil est modifié par arrêté préfectoral du 27 juin 1826 : Maldinez Xavier, Martin Jacques de LA CORNE, Morel Jean-Baptiste de FLUANS remplaceront les sieurs Bontemps Claude (qui a quitté la commune), Fagandet Jean-Baptiste et Maire Gabriel, décédés.
Jacques Martin, installé second adjoint, a prêté serment conformément à la loi le 5 juillet 1827 : « Je jure fidélité au Roi et obéissance à la Charte et aux Lois constitutionnelles du Royaume ». (le maire et tous les conseillers faisaient le même serment en ce temps-là)
Dates intéressantes :
- 2014 à 2015 : construction de la salle polyvalente Olivier Vichard, de l'école Nelson Mandela et du terrain de sport ;
- 1839 à 1842 : construction de l’église ;
- 1869 à 1871 : construction de l’école ;
- 1893 à 1897 : construction du pont suspendu. »

### Le château
Le château est cité dès le début du XIIe siècle. Pris par les troupes de Mahaut d'Artois en 1305, le castel médiéval est déclaré au XVIe siècle « désert par fortune de feu et de guerre ». Jacques-Antoine de Belot d'Ollans s'en rend acquéreur en 1681 et sa famille reconstruit le château sous sa forme actuelle au début du XVIIe siècle. Le moulin, établi en 1584 sur l'île de la Froidière et propriété du prince d'Orange, fut détruit et reconstruit en 1672. Il cesse son activité vers 1950.

### Château-le-Bois
Vers l'an 800, des moines défrichent une partie de la colline dominant le nord du méandre pour la cultiver. La commune compte 132 habitants en 1803, mais elle est abandonnée progressivement à la suite d'une pénurie d'eau et de la destruction partielle de la vigne par le phylloxera. Les derniers habitants partent en 1895. Aujourd'hui repris par la végétation, les lieux font partie du site Natura 2000 : Côte de Château-le-Bois et Gouffre du Creux à Pépé,.

## Politique et administration
| Période                                  | Période   | Identité          | Étiquette | Qualité                                                                                 |
| ---------------------------------------- | --------- | ----------------- | --------- | --------------------------------------------------------------------------------------- |
| avant 1988                               | ?         | Claude Girardet   |           |                                                                                         |
| mars 2001                                | aout 2005 | Jacques Robert    |           | Retraité                                                                                |
| octobre 2005                             | mars 2008 | André Costantini  |           | Retraité                                                                                |
| mars 2008                                | mai 2020  | Arnaud Grosperrin | SE        | Professeur, suppléant de la députée LREM Fannette Charvier (2017-2022), maire honoraire |
| mai 2020                                 | En cours  | Jacques Adriansen |           | Retraité                                                                                |
| Les données manquantes sont à compléter. |           |                   |           |                                                                                         |

## Démographie
L'évolution du nombre d'habitants est connue à travers les recensements de la population effectués dans la commune depuis 1793. Pour les communes de moins de 10 000 habitants, une enquête de recensement portant sur toute la population est réalisée tous les cinq ans, les populations de référence des années intermédiaires étant quant à elles estimées par interpolation ou extrapolation. Pour la commune, le premier recensement exhaustif entrant dans le cadre du nouveau dispositif a été réalisé en 2008.

En 2022, la commune comptait 578 habitants, en évolution de +12,45 % par rapport à 2016 (Doubs : +1,88 %, France hors Mayotte : +2,11 %).
| 1793 | 1800 | 1806 | 1821 | 1831 | 1836 | 1841 | 1846 | 1851 |
| ---- | ---- | ---- | ---- | ---- | ---- | ---- | ---- | ---- |
| 92   | 93   | 100  | 111  | 520  | 474  | 506  | 450  | 453  |

| 1856 | 1861 | 1866 | 1872 | 1876 | 1881 | 1886 | 1891 | 1896 |
| ---- | ---- | ---- | ---- | ---- | ---- | ---- | ---- | ---- |
| 429  | 410  | 393  | 374  | 372  | 382  | 376  | 333  | 308  |

| 1901 | 1906 | 1911 | 1921 | 1926 | 1931 | 1936 | 1946 | 1954 |
| ---- | ---- | ---- | ---- | ---- | ---- | ---- | ---- | ---- |
| 293  | 238  | 240  | 206  | 218  | 195  | 209  | 223  | 218  |

| 1962 | 1968 | 1975 | 1982 | 1990 | 1999 | 2006 | 2008 | 2013 |
| ---- | ---- | ---- | ---- | ---- | ---- | ---- | ---- | ---- |
| 233  | 238  | 246  | 266  | 296  | 374  | 432  | 449  | 484  |

| 2018 | 2022 | - | - | - | - | - | - | - |
| ---- | ---- | - | - | - | - | - | - | - |
| 527  | 578  | - | - | - | - | - | - | - |

## Lieux et monuments
- Église Saint-Claude, inaugurée en 1849.
- Grotte d'Osselle.
- Château de Roset-Fluans du XVIIe siècle, inscrit monument historique en 2016.
- La vallée du Doubs avec le pont suspendu datant de 1951[25].
- La réserve naturelle régionale du gouffre du creux à Pépé.

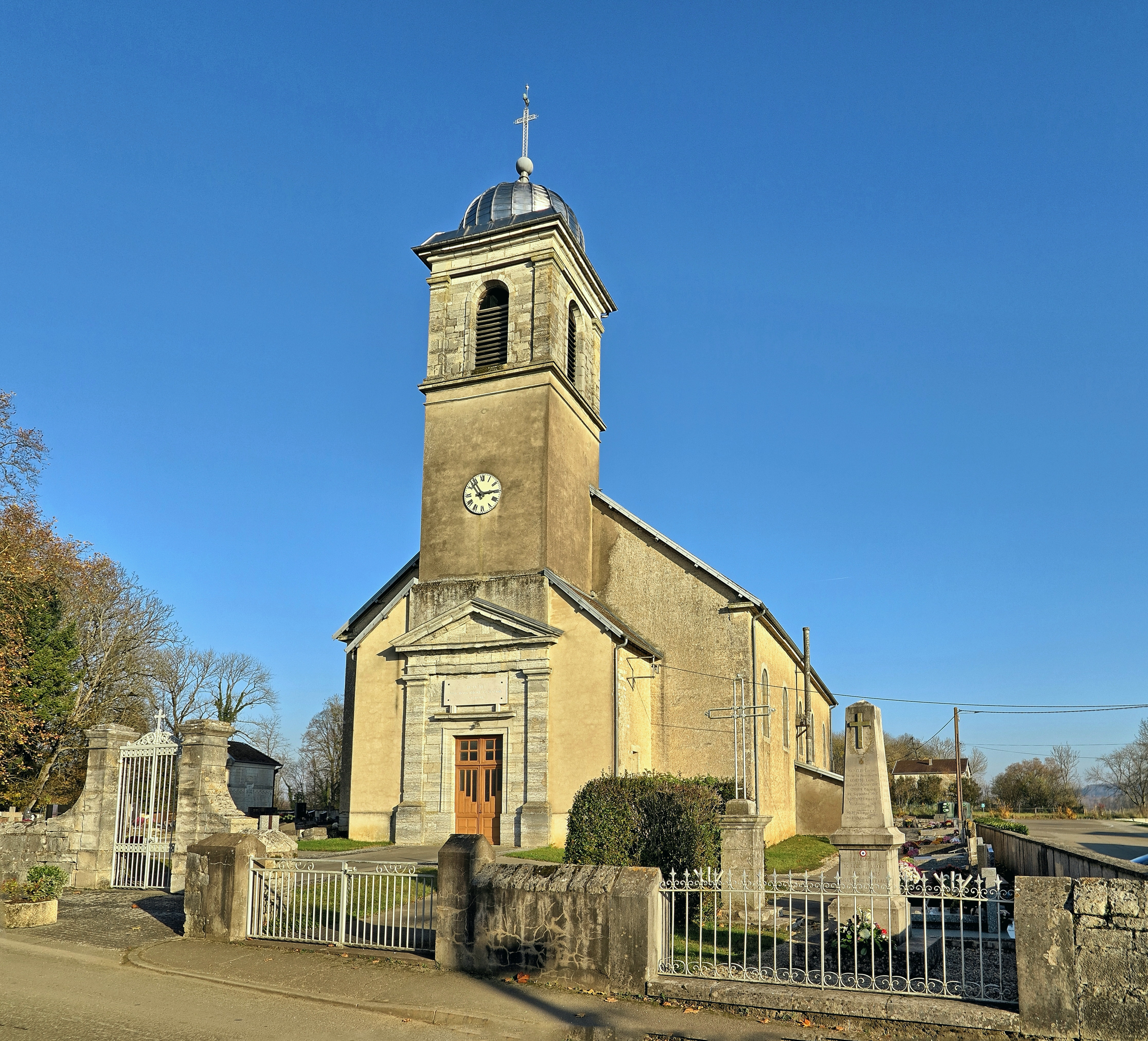
L'église.
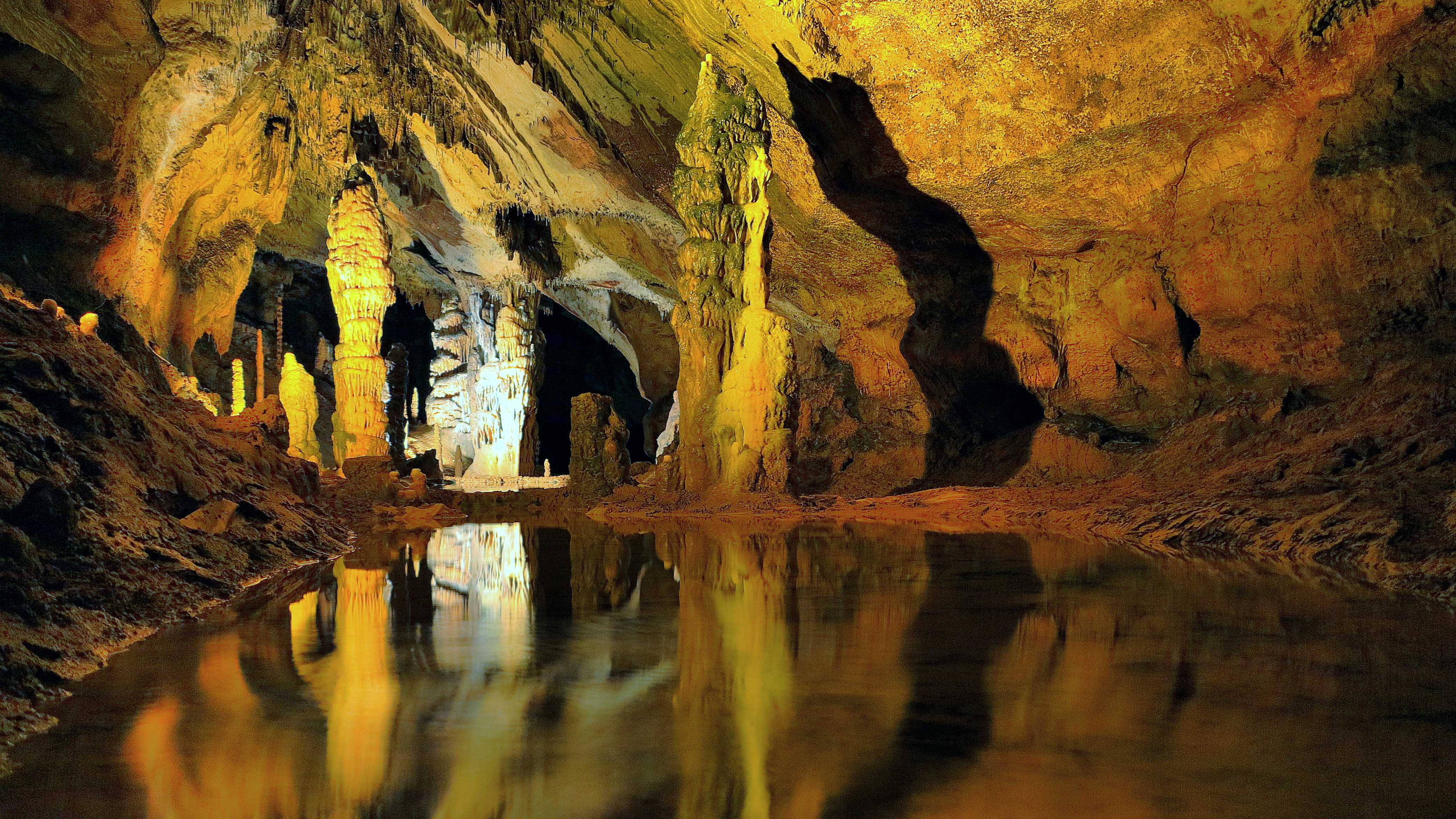
Colonnes stalagmitiques et gour dans la grotte d'Osselle.
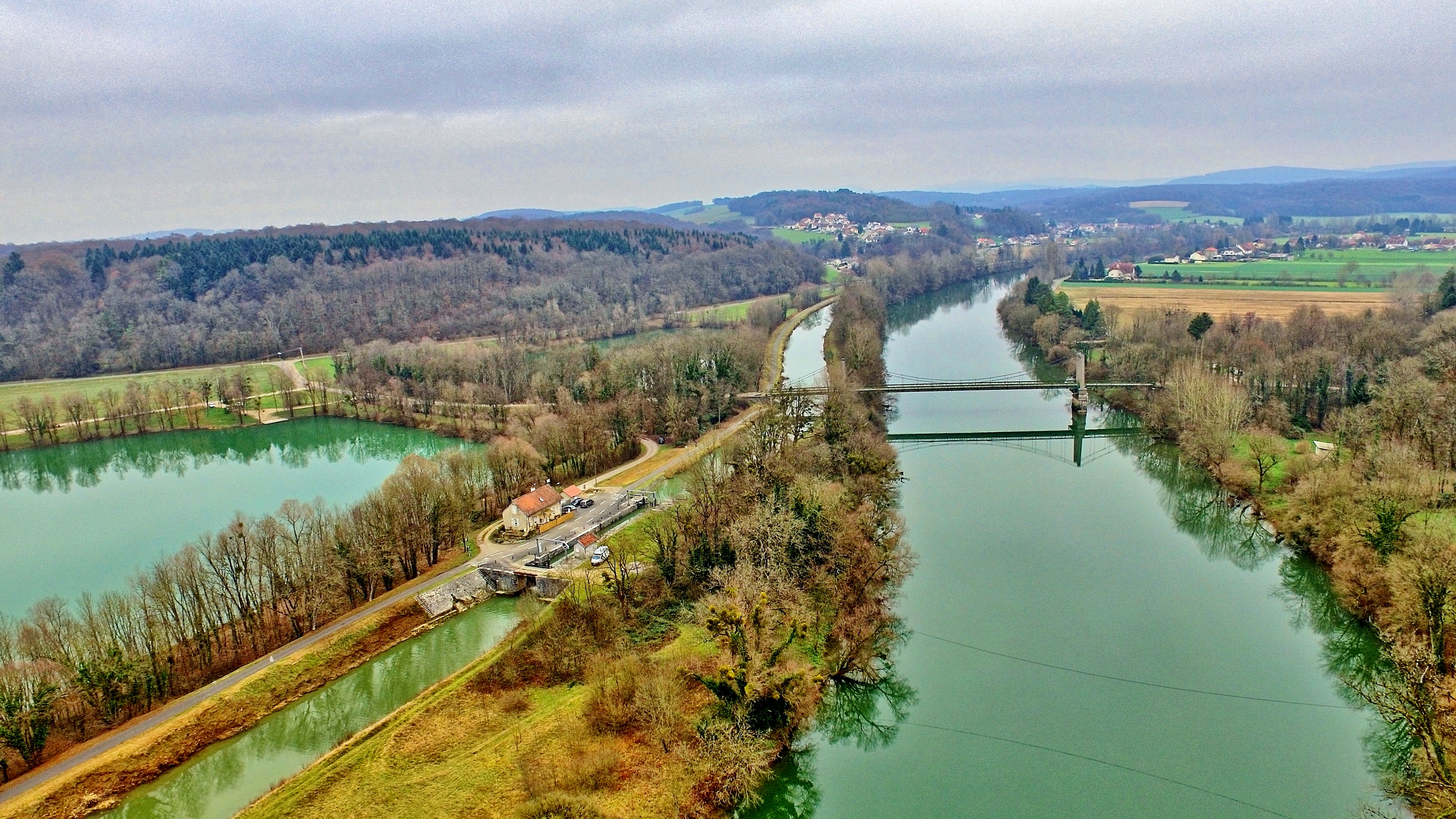
Le pont sur le Doubs.